# Miguel Ángel Muñoz
Pour les articles homonymes, voir Muñoz.
Miguel Ángel Muñoz, né le 4 juillet 1983 à Madrid, est un acteur et chanteur espagnol.
Il est principalement connu en France pour son rôle de Roberto dans la série Un, dos, tres diffusée sur M6 et pour avoir participé à la cinquième saison de l'émission Danse avec les stars diffusée sur TF1.

## Biographie

### Carrière
Miguel Ángel Muñoz commence sa carrière d'acteur à l'âge de 9 ans dans le film El palomo cojo (es), ainsi que dans diverses séries télévisées.
L'acteur est surtout connu pour son rôle de Roberto dans Un, dos, tres, le Fame à l'espagnol, et pour sa participation au groupe Upa Dance en 2002, formé avec ses partenaires de série, Pablo Puyol, Beatriz Luengo, Mónica Cruz et Silvia Marty. Upa Dance se sépare mais continue à vendre des DVD, des live et des remix. Ensuite un deuxième Upa Dance est formé par un autre groupe, celui d'Elisabeth Jordan (Tania) et de Edu Del Prado (César) en 2005.
En 2006, son premier single, Dirás que estoy loco, extrait de son album éponyme est sorti en juin 2006 et se classe troisième des charts français. L'album est paru le 4 septembre.
Pour Sinbad : La Légende des sept mers, il prête son jeu et sa voix au personnage de dessin animé (Patrick Bruel pour la version française).
Il est aussi présentateur télé. Miguel Ángel présente en mai 2010 l'émission 5 Latin Lovers à Miami, diffusée sur NRJ 12.
En 2010, il obtient le rôle principal de la mini-série La piel azul (es) diffusée sur Antena 3.
Il part en 2012 au Mexique pour tourner la série Capadocia, qui remporte un grand succès et qui est nommée au Festival de la Télévision de Monte-Carlo. Fort de cette renommée au Mexique, il poursuit sa carrière d'acteur en intégrant la distribution de la série Infames. Il obtient un premier rôle dans un film américain en 2013 avec ABCs of Death 2 sorti en mars dernier en DVD en France.
En 2014, il intègre la distribution de la série Sin identidad qui évoque le scandale des enfants volés à l'époque de Franco. Son personnage Bruno marque son retour sur le petit écran espagnol. Avec ses 3 millions de téléspectateurs, la série est achetée par l'Italie et une deuxième saison a été tournée entre 2014 et 2015. Après des mois d'attentes, la série fait son retour sur Antena 3 pour une dernière saison. Elle reste à ce jour inédite en France, mais ses producteurs laissent entendre une possible diffusion, vu l'engouement qu'elle suscite sur les réseaux sociaux
À l'automne 2014, il participe à la cinquième saison de l'émission Danse avec les stars sur TF1, aux côtés de la danseuse Fauve Hautot, et termine quatrième de la compétition.
En parallèle de sa participation à l'émission française, il continue les tournages en Espagne. Ainsi, il participe au long-métrage Hablar de Joaquín Oristrell qui est présenté en avant première au 18e festival de Malaga.
En 2016, il est le dernier à rejoindre l'émission MasterChef Celebrity (es) en Espagne. En parallèle, il joue dans la série espagnole Amar es para siempre jusqu'en février 2017 où il quitte la fiction quotidienne pour se rendre aux États-Unis. Il joue ensuite dans le film What About Love aux côtés de Sharon Stone, qui sort le 15 février 2016 aux États-Unis.
En 2017, il fait une apparition surprise dans la série Le Ministère du temps.
En 2018, l'acteur commence l'année avec un planning plutôt chargé. En effet, il participe à l'émission Planeta Calleja dans laquelle il dévoile quelques aspects de sa vie privée. Il fait aussi son grand retour à la télévision avec la série Presunto culpable tourné en partie à Paris. La série est diffusée dès septembre 2018 en Espagne. Miguel Ángel y joue un personnage accusé du meurtre de sa compagne.

### Vie privée
Miguel Ángel Muñoz a partagé la vie de son ancienne partenaire dans Un, dos, tres, Monica Cruz de 2001 à 2004. L'actrice s'était même fait tatouer les initiales de l'acteur à l'intérieur du poignet gauche.
Il a également partagé la vie de l'actrice espagnole, Manuela Vellés, de 2011 à 2015,.

## Filmographie

### Cinéma
- Hablar (2015)[9]
- Al final todos mueren (2013)
- ABCs of Death 2[4] (2013)
- Viral (2013)
- What About Love (sortie États-Unis en février 2014)
- No controles (2010)
- Lope (2010)
- Tensión sexual no resuelta (2010)[21]
- Trío de ases, el secreto de la Atlántida (2008)
- Intrusos en Manasés (2007)
- El Sindrome de Ulises[22] (2007)
- Probabilidades (2006)
- Los Borgia (2006)
- Desde Que Amenece Apetece (2005)
- Gente Pez (Fish People) (2001)
- El Palomo Cojo (1995)
- La Vida Siempre Es Corta (1994)
- L'Amour au pied du mur (es) (2024)

### Séries télévisées
- Un, dos, tres : Nouvelle génération : Roberto Arenales (2023)
- Un, dos, tres : Historias de UPA : Roberto Arenales (1 épisode) (2022)
- Presunto Culpable[16] (2018)
- Le Ministère du temps[14] (2017)
- Amar es para siempre[12] (2016-2017)
- Sin Identidad[5] (2013)
- Capadocia (2012)[3]
- Infames (2012)
- Vida loca (2011)
- Gavilanes (2010)
- Ben Hur (2016, numéro 41)
- La Piel Azul[2](2010)
- El Sindrome de Ulises[22](2007-2008)
- Un, dos, tres (2002-2005)
- Mas Los (2006)
- Mes adorables voisins (2005-2006)
- Condenadas A Entenderse
- Don José
- Ala... Dina
- Policías
- Hospital Central (2002)
- Compañeros (2000-2002)
- Mamá Quiere Ser Artista (1996)

### Courts-métrages
- Hay Dos Clases de Personas (2013)[23]

## Émissions de télévision
- En Espagne :
  - 2016: MasterChef Celebrity (es) : candidat[11]
  - 2018 : Planeta Calleja : candidat
  - 2020-2021 : Como sapiens : présentateur
  - 2021 : The Dancer : juré
  - 2024 : Pekin Express : présentateur
  - 2024 : Next Level Chef : présentateur
- En France : 
  - 2010 : 5 Latin Lovers à Miami sur NRJ12 : présentateur
  - 2014 : Danse avec les stars (saison 5) sur TF1 : candidat

## Distinctions

### Nomination
- 2020 : Cinema Writers Circle Awards du meilleur acteur dans un second rôle dans un thriller dramatique pour El crack cero (2019).
- 2022 : Almería International Film Festival du meilleur premier film pour 100 días con la Tata (2021).
- 2022 : Cinema Writers Circle Awards du meilleur documentaire pour 100 días con la Tata (2021).
- 2022 : Iris Awards du meilleur acteur dans un thriller pour Sequía (2021).

### Récompenses
- 2003 : TP de Oro du meilleur jeune talent dans une série télévisée dramatique pour Un, dos, tres (2002-2005).
- Festival de cine de Zaragoza 2007 : Lauréat du Prix du meilleur jeune talent.
- 2010 : Festival de Cine de L'Alfàs del Pi du meilleur acteur dans un court-métrage dramatique pour Adiós papá, adiós mamá (2010).
- Tarazona y el Moncayo Comedy Film Festival 2017 : Lauréat du Prix du meilleur talent comique.
- 2021 : José María Forqué Awards du meilleur documentaire partagé avec David Casas Riesco (Producteur exécutif) pour 100 días con la Tata (2021).
- 2022 : Cinema Writers Circle Awards du meilleur nouveau réalisateur pour 100 días con la Tata (2021).
- Cinema Writers Circle Awards 2022 : Lauréat du Prix de la Médaille de la Solidarité de la meilleure non-fiction pour 100 días con la Tata (2021).

## Théâtre
- Arte nuevo: un homenaje (2016)
- Amor casual (2012)
- El Cartero de Neruda (2006)
- La Cenerentola
- Quickly (2003)

## Discographie

### Avec Upa dance
- 2002: Upa Dance
- 2003: Upa Dance Edición Especial (l'album est sorti en France en 2006, sous le titre Un Dos Tres, promu par le single Morenita (Remix))
- 2003: Live (concert à Almeria, également édité en DVD, tous deux sortis en France en 2006)
- 2005: Contigo

### En solo
| Album |
| --- |
| Miguel Ángel Muñoz ou MAM - Sortie : septembre 2006 (FR.) - Récompense : Album d'argent - Singles Officiel : - Diras que estoy loco - Esa Morena - Quien es el Ladron |